# Grande hotel Beira
Grande hotel Beira je bio luksuzni hotel u Beiri, u Mozambiku, koji je bio otvoren od 1952. do 1963. Zatvoren je zbog portugalskog kolonijalnog rata, kada je postao izbeglički kamp. Danas u hotelu živi oko 1.000 skvotera.

## Istorijat
Kada je hotel otvoren 1952. proglašen je „ponosom Afrike” i bio je naširoko poznat kao najveći i najizvrsniji hotel na kontinentu. Bio je popularna destinacija za bogate Portugalce i Britance. Samo 9 godina nakon otvaranja, hotel je zatvoren zbog građanskih nemira izazvanih portugalskim ratom. Oko 3000 ljudi je našlo utočište u hotelu tokom rata, opirući se svim pokušajima vlasti da ih isele.

## Danas
Novinar Florijan Plavek je posetio hotel u julu 2006. o čemu je napisao članak za austrijski Kurir. Izveštava da je sve od dragocenosti poharano, uključujući i mermerne i keramičke pločice iz kupatila, parkete i brodske podove, kade i lavaboe. Nekadašnji bazen sada služi za skupljanje vode za pranje odeće, a bar pored bazena za vršenje nužde. Zgrada hotela je oštećena na nekoliko mesta, krov prokišnajva a drveće je počelo da raste sa terasa. I u takvim uslovima, zgrada i dalje pruža krov nad glavom stotinama najsiromašnijh porodica Beire.

## Spoljašnje veze
- Utisci skorašnjih posetilaca, sa fotografijama (engleski)
- Galerija fotografija, starih i novih (portugalski)